# Barry Markus
Barry Markus (* 17. Juli 1991 in Amsterdam) ist ein ehemaliger niederländischer Bahn- und Straßenradrennfahrer.

## Sportlicher Werdegang
Barry Markus wurde 2006 in der Jugendklasse niederländischer Meister im Einzelzeitfahren und er gewann eine Etappe beim Critérium Européens des Jeunes. Im nächsten Jahr konnte er seinen Meistertitel verteidigen. In der Juniorenklasse gewann Markus 2008 zwei Etappen bei den Driedaagse van Axel und ein Teilstück beim Westbrabantse Pijl. Auf der Bahn wurde er niederländischer Meister im Keirin und im Madison. 2009 gewann er jeweils eine Etappe beim Vlaams-Brabantse Pijl Korbeek-Lo und bei der Trofeo Karlsberg. Bei der Junioren-Europameisterschaft gewann er die Silbermedaille im Straßenrennen.
2010 und 2011 fuhr Markus für Rabobank Continental, das Farmteam des ProTeams Rabobank. Im Jahr 2012 erhielt er bei seinen ersten Profi-Vertrag bei Vacansoleil-DCM, nach zwei Jahren wechselte er zum Belkin-Pro Cycling Team und 2017 zum Team Roompot Oranje Peloton. Weitere zählbare Erfolge blieben ihm während seiner Karriere als Radprofi verwehrt, so dass er sich nicht etablieren konnte. 2013 nahm er mit der Vuelta a España einmalig an einer Grand Tour teil, erreichte aber nicht das Ziel. 
2017 kehrte Markus auf die kontinentale Ebene zurück, wo er noch zwei Jahre aktiv war. Nach der Saison 2018 beendete er im Alter von 27 Jahren seine Karriere als Radrennfahrer. 

## Familie
Barry Markus ist der Cousin von Dylan Groenewegen. Seine jüngere Schwester Kelly Martin war von 2011 bis 2021 ebenfalls als Radsportlerin aktiv.

## Erfolge

### Bahn
2008
- Niederländischer Meister – Keirin (Junioren)
- Niederländischer Meister – Madison (Junioren) mit Yoeri Havik

2011
- UIV Cup – Rotterdam (mit Max Stahr)
- Niederländischer Meister – Madison mit Roy Pieters

2012
- U23-Europameisterschaft – Scratch

### Straße
2009
- Europameisterschaft – Straßenrennen (Junioren)

2010
- eine Etappe Thüringen-Rundfahrt

2011
- Ster van Zwolle
- Dorpenomloop Rucphen
- eine Etappe und Mannschaftszeitfahren Vuelta Ciclista a León

## Grand-Tour-Platzierungen
| Grand Tour            | 2013 |
| --------------------- | ---- |
| Giro d’ItaliaGiro     | –    |
| Tour de FranceTour    | –    |
| Vuelta a EspañaVuelta | DNF  |